# Крвна освета
Крвна освета је обичај карактеристичан за недовољно развијена друштва, да конфликт између две фамилије или кланова, започет убиством члана једне фамилије се наставља међусобним убијањем, једног по једног мушкарца. Термин који се користи је да једна фамилија другој „дугује крв” и дуг се враћа само убиством мушкарца из друге фамилије. Крвна освета је један од традиционалних обичаја од којих је најпознатији Канон Леке Дукађинија. Овај канон недвосмислено каже да „уколико један човек убије другога, мушки члан породице мора узвратити истом мером”.
Овај обичај постоји и данас на неким подручјима Европе као што су подручја Космета, Албаније, Црне Горе, Херцеговине, Сардиније, Кампања, Апулија, Крита, Корзике и Сицилије. Обичај постоји и ван Европе међу: Паштунима у Авганистану, Курдима у Ираку и Турској, у Сомалији, међу Берберима у Алжиру, у Асаму — Индија, између Шита и Сунита, у јужној Етиопији, у неким деловима Дагестана, Азербејџана, на северном Кавказу и Чеченима. Међу противничким клановима на Филипинима и Кини.
У Албанији у септембру 2013. године више стотина деце није ишло у школу због крвне освете.

## Повод
Повод је обично сукоб између два мушкарца око међе, око девојке, саобраћајне несреће или било чега другог, које се, с обзиром на општи примитивизам, низак ниво културе и толеранције завршава убиством. У породици убице убиство се оправдава „светлим образом”, „чашћу” и сличним.

## Рат између фамилија
Фамилија која „дугује крв” односно чији је члан убио члана друге фамилије, прелази на посебан начин живота. Мушкарци, осим деце мушког пола до 15 година старости, не излазе ван дворишта куће, која је и због ових разлога опасана високим зидом или живе у посебним утврђењима као на слици. Све послове набавке хране, рада у пољу, чувања стоке и слично преузимају жене и деца. То тако траје док се неко од чланова фамилије не „превари” и изађе напоље где га чека одабрани припадник друге фамилије да га убије. Убиством се спор не измирује већ почиње спирала смрти па сада „дуг крви” прелази на другу фамилију. Ако одабрани егзекутор одбије да убије члана непријатељске фамилије сматра се кукавицом, фамилија га се одриче и то се сматра највећом срамотом.

## Измирење
Измирење се тешко постиже и дешава се после обично 20—30 година међусобног убијања када се већ скоро нико не сећа како и када је сукоб почео. Тада „савет мудраца” села, или племе започиње дугачке преговоре са обе фамилије да фамилија која „дугује крв” дуг исплати у новцу. После обично дугих преговора долази до измирења јавно пред целим племеном и фамилија која је добила паре, тј. њен најстарији члан се рукује са најстаријим чланом друге фамилије и јавно изјавио да је дуг измирен.
Пример крвне освете је лепо приказао култни филм „Кум” по роману Марија Пуза са Марлон Брандом, Ал Пачином у главним улогама.

## Крвна освета код Срба
Петар I Петровић Његош је у својим посланицама и писмима често спомињао ове сукобе Брђана, Црногораца, Херцеговаца... Примирје се звало „вјера”, „ухватити вјеру” с неким на неки одређени период. Тако он у писмима Његушима и архимандриту Јосифу 1813. године пише : 
...излази вјера међу Цуцама и Бјелицама... трудите се да вјеру изнова међу њима ухватите... и Чевјани и Ћеклићи да се око тога потруде, докле се нијесу опет поклали... зло међу Бјелопавлићима и Пиперима...хоће бит међу њима велико крвопролиће, и ако се поклаше ја знам да ће и једни и други себе разурит и своју слободу изгубит... који ће их молити и кумити да се умире и да не пуштају крвави мач међу собом. Него и ви скочите такођер да их и ви уједно с Црногорцима молите, да суд поставе и да не учине душманима на вољу, који једва чекају да се они покољу... Ово је нас нагнало, да неколико Црногораца тамо пошаљемо. И ако Брђани љубе... и своју слободу и поштење мислим да ће послушати и да ће се умирит.
Срби имају изреку Ко се не освети, тај се не посвети.